# Maia Tjiburdanidze
Maia Tjiburdanidze, (georgiska: მაია ჩიბურდანიძე), född 17 januari 1961 i Kutaisi, Georgien. Tjiburdanidze är en av de mest framstående kvinnliga schackspelarna i världen. Hon vann världsmästerskapet 1978 och försvarade därefter titeln ett flertal gånger fram till 1991, när hon förlorade tilteln till kinesiskan Xie Jun. Hon kom delad trea vid EM 2000.